# 朴南圭
朴 南圭（パク・ナムギュ、朝鮮語: 박남규、1960年9月3日 - ）は、大韓民国の化学者。成均館大学校教授。主な業績はペロブスカイト太陽電池の実用化に関する研究。
慶尚南道馬山市生まれ。1988年にソウル大学校を卒業、1995年に同大学から無機固体化学の博士号を取得。1996年から1997年までフランス国立科学研究センター、同年から1999年までアメリカ国立再生可能エネルギー研究所で、ポスドクとなり、2009年から現職。

## 主な受賞歴
2017年クラリベイト・アナリティクス引用栄誉賞、2018年湖巌賞工学部門等を受賞。